# Септемврі (футбольний клуб)
ПФК «Септемврі» (болг. Професионален Футболен Клуб Септември София) — болгарський футбольний клуб з міста Софія, заснований у 1944 році. Виступає у Першій лізі. Домашні матчі приймає на стадіоні «Васил Левський», иісткістю 43 230 глядачів.

## Титули і досягнення
- Володар Кубка Болгарії (1): 1959-60